# La Croix de Cazenac
La Croix de Cazenac est une série de bande dessinée publiée par Dargaud.
L'action, une aventure sur fond d'espionnage et de chamanisme, nous entraîne dans l'Europe agitée de la Première Guerre mondiale.

## Synopsis
Rédaction à venir.

## Personnages principaux
Rédaction à venir.

## Albums
| Cycle    | Titre                   | Date de parution | ISBN                    |
| -------- | ----------------------- | ---------------- | ----------------------- |
| L'Ours   | T1 Cible soixante       | septembre 1999   | (ISBN 2-205-04787-6)    |
| L'Ours   | T2 L’Ange endormi       | septembre 2000   | (ISBN 2-205-04942-9)    |
| L'Ours   | T3 Le Sang de mon père  | septembre 2001   | (ISBN 2-205-05091-5)    |
| Le Loup  | T4 Némésis              | septembre 2002   | (ISBN 2-205-05269-1)    |
| Le Loup  | T5 La Marque du loup    | août 2003        | (ISBN 2-205-05472-4)    |
| Le Loup  | T6 Ni dieux ni bêtes    | septembre 2004   | (ISBN 2-205-05592-5)    |
| Le Tigre | T7 Les Espions du Caire | septembre 2005   | (ISBN 2-205-05710-3)    |
| Le Tigre | T8 La Mort du Tigre     | septembre 2006   | (ISBN 2-205-05892-4)    |
| L'Aigle  | T9 L'Ennemi             | octobre 2007     | (ISBN 9782205060102)    |
| L'Aigle  | T10 La Dernière Croix   | novembre 2008    | (ISBN 978-2205-06218-2) |

## Analyse
Rédaction à venir.